# Степне (Запорізький район)
Сте́пне — село в Україні, центр Степненської сільської громади Запорізького району Запорізької області. Населення становить 1473 осіб.

## Географія
Село Степне розташоване на відстані 1 км від селища Ростуще та за 2 км від села Лежине. По селу протікає пересихаючий струмок з загатою. Поруч проходять автомобільна дорога Т 0806 і залізниця, станція Ростуща за 1,5 км.

## Історія
До 2020 року було центром Степненської сільської ради.

## Населення

### Мова
Розподіл населення за рідною мовою за даними перепису 2001 року:
| Мова            | Відсоток |
| --------------- | -------- |
| українська      | 87,51%   |
| російська       | 12,29%   |
| інші/не вказали | 0,20%    |